# Artropatia neuropática
Artropatia neuropática, osteoartropatia neuropática ou articulação de Charcot refere-se à degeneração progressiva de uma articulação dos pés, pernas ou pélvis (articulações responsáveis por carregar o peso do corpo). É um processo marcado por destruição óssea, reabsorção óssea, e eventual deformidade devido a perda de sensibilidade ao longo de muitos meses ou anos. A primeira descrição foi feita por Jean-Martin Charcot,
Se esse processo patológico continuar sem verificação, pode resultar em deformidade, ulceração e/ou superinfecção da articulação, perda de função e, na pior das hipóteses, amputação ou morte. A identificação precoce de alterações articulares é a melhor maneira de limitar a morbidade.

## Sintomas e sinais

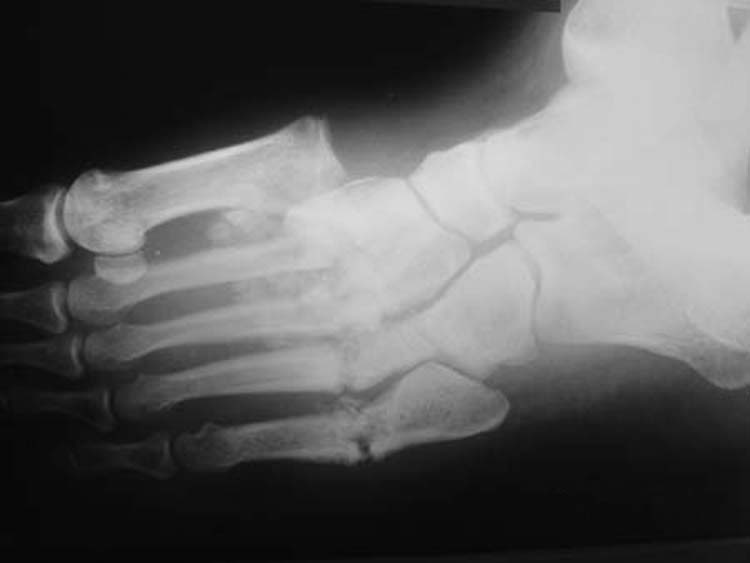
Radiografia do pé de homem de 45 anos mostra luxação divergente de Lisfranc do primeiro metatarsal, com fraturas metatársicas menores associadas.

A apresentação clínica varia dependendo do estágio da doença, começa com um edema leve e evolui a um inchaço e deformidade cada vez maiores. Inflamação, eritema, dor e aumento da temperatura da pele (3-7 graus Celsius) ao redor da articulação podem ser perceptíveis ao exame físico. Raios-X podem revelar reabsorção óssea e alterações degenerativas na articulação. Esses achados na presença de pele íntegra e perda de sensibilidade tátil protetora servem para diagnósticos da artropatia de Charcot aguda.
Cerca de 75% dos pacientes experimentam dor, mas a dor é menor do que a esperado em outras pessoas com signos clínicos e radiográficos similares.

## Causas
Qualquer condição que resulte em menor sensibilidade periférica, propriocepção e controle motor fino:
- Neuropatia diabética (a causa mais frequente, uma complicação do Diabetes mal controlado a largo prazo)
- Neuropatia Alcoólica
- Paralisia cerebral
- Hanseníase
- Sífilis terciária(tabes dorsalis)
- Lesão da medula espinal
- Mielomeningocele
- Siringomielia
- Injeções de esteroides intra-articulares
- Insensibilidade congênita à dor
- Atrofia muscular peroneal

### Fisiopatologia
Dois mecanismos causam essa patologia:
- Neurotraumas repetitivos: A perda de sensibilidade periférica e propriocepção permite que as pequenas lesões repetitivas não sejam percebidas nessa articulação; a reabsorção inflamatória resultante do osso traumatizado torna essa região mais frágil e suscetível a novos traumas. Além disso, o menor controle motor gera maior pressão em certas articulações, levando a mais microtraumas.
- Neurovasculares: Os pacientes neuropáticos apresentam reflexos desregulados do sistema nervoso autônomo e as articulações desencorajadas recebem fluxo sanguíneo significativamente maior. A hiperemia resultante leva ao aumento da reabsorção osteoclástica do osso e a um maior estresse mecânico leva à destruição óssea.

## Tratamento
Deve ser tratado pelo equilíbrio da vascularização, controle e prevenção de infecções e alívio da pressão. A busca agressiva dessas três estratégias pode ser iniciados no mesmo dia do diagnóstico. O alívio de pressão (descompressão) e a imobilização da articulação são essenciais para ajudar a evitar mais destruição das articulações.
Andadores e muletas também são usados. Fisioterapia para reabilitação é recomendada.
A correção cirúrgica de uma articulação raramente é bem sucedida a longo prazo nesses pacientes. A imobilização com gesso não se traduz em bons resultados sem o manejo adequado da doença vascular e infecção. A duração e a agressividade da descompressão (offloading)  devem ser guiadas pela avaliação clínica da melhora do edema, eritema e temperatura da pele. Pode levar de 6 a 12 meses para que o edema, calor e vermelhidão da articulação afetada retrocedam.